# 山﨑夢羽
山﨑 夢羽（やまざき ゆはね、2002年11月5日 - ）は、日本の歌手、女優で、ハロー!プロジェクトの女性アイドルグループ・BEYOOOOONDS、雨ノ森 川海の元メンバー。メンバーカラーはイタリアンレッド。
愛知県出身。血液型AB型。身長159 cm。アップフロントプロモーションに所属していた。
戸籍上の表記は「﨑」（たつさき）だが、常用外漢字のため、使用に制限がある一部メディアでは常用漢字の「崎」で表記される。

## 略歴
2016年
- 8月17日、川村文乃・横山玲奈・吉田真理恵・西田汐里・橋迫鈴とともにハロプロ研修生に加入。

2017年
- 4月 - 6月、『℃-uteコンサートツアー2017春〜℃elebration〜』に、井上ひかる・段原瑠々・前田こころとともにオープニングアクトとして帯同。
- 5月5日、『ハロプロ研修生 発表会 2017 〜春の公開実力診断テスト〜』にてJuice=Juiceの「Magic of Love（J=J 2015Ver.）」を披露し、歌唱賞を受賞。

2018年
- 6月9日、Zepp Tokyoで開催された『Hello! Project 研修生発表会2018 6月 〜にじ〜』にて、高瀬くるみ・清野桃々姫が所属する新グループに前田こころ・岡村美波とともに加入することを発表。同日、ハロー!プロジェクトに加入。

2019年
- 8月7日、BEYOOOOONDSのメンバーとして、シングル『眼鏡の男の子/ニッポンノD・N・A!/Go Waist』でメジャーデビュー。

2020年
- 6月25日、1st写真集『夢羽』を発売。

2021年
- 2月19日より公開された映画『あの頃。』（ファントム・フィルム）に松浦亜弥役として出演し、映画デビューを果たす。
- 9月1日、ドラマ『八月は夜のバッティングセンターで。』第8話（テレビ東京）に神崎ヒナ役として出演し、ドラマデビューを果たす。

2022年
- 6月25日、2nd写真集『羽化-growing wings-』を発売。

2023年
- 1月13日、Instagramを開設（2024年10月21日削除）。

2024年
- 4月4日、同年6月27日まで行われる春のコンサートツアーの最終公演をもってBEYOOOOONDSおよびハロー!プロジェクトを卒業することを発表。
- 6月27日、豊洲PITで行われた卒業公演『BEYOOOOONDS LIVE TOUR 2024 SPRING 〜PERSOOOOONALITY「Wings of Dreams」〜』をもってBEYOOOOONDSおよびハロー!プロジェクトを卒業。
- 6月28日、配信限定シングル『愛はまるで静電気』発売。
- 7月2日、同年6月末日をもってアップフロントプロモーションとの専属マネージメント契約を終了したことを発表。
- 10月17日（16日深夜）、オーディション番組『SEVEN COLORS〜girls life memory〜』（TBSテレビ・Lemino）の次回予告に登場し、同月24日（23日深夜）の#4から参加。その間（同月21日）にBEYOOOOONDS時代のInstagramアカウントを削除していたが、同日、新しいアカウントでInstagramを再開。その後、12月5日（4日深夜）の#10をもって半月板損傷により同オーディションを辞退。

2025年
- 2月23日、YouTubeチャンネルを開設し、歌ってみた動画を公開。
- 4月1日、TikTokを開始。

- 8月1日、原田夏樹 (evening cinema) と門野悠帆によるカバーソングプロジェクト「k.o.i. note」に参加することを発表。8月13日、配信限定シングル『水平線でつかまえて（feat. 山﨑夢羽）』発売[29]。

## 人物
- 一人っ子。利き手は左手[30]。
- 『ドラえもん』の知識が豊富で[31]、ブログは『ドラえもん』に関する記述が多い[32]。一方、ネコなどの動物に触れることは苦手[33]。
- 母親が高橋愛や松浦亜弥のファンだったことから、ハロー!プロジェクトのオーディションを受けようと思い[34]、小学5年生と中学2年生の時にモーニング娘。のオーディションを受けるも、いずれも落選。事務所からの提案でハロプロ研修生に加入[35]。なお、母親も幼少期にモーニング娘。のオーディションを受けている[36]。目標の先輩は牧野真莉愛（モーニング娘。）[37]。
- 島倉りかの顔が好みで、島倉がハロプロ研修生に加入した時から仲良くなりたいと思い、互いに人見知りの性格だったが、山﨑から島倉に話しかけたのをきっかけに仲良くなった。また、山﨑と同時期にハロプロ研修生に加入した西田汐里を「永遠のライバル」と述べている[38]。
- 劔樹人によるエッセイ『あの頃。男子かしまし物語』を原作とした映画『あの頃。』に松浦亜弥役で出演。キャスティングについて、劔は「松浦は後輩のハロー!プロジェクトメンバーが演じなければ誰も納得しない。だが、メンバーの中に松浦にちょっと似ている人がいる」と山﨑を推薦。実際に松浦が同じ中学の先輩だった、主演の松坂桃李は「山﨑が松浦に本当に似ていて驚いた」と述べている[39][40][13]。

## 作品

### 配信限定シングル
| 配信日        | タイトル         | 規格品番  |
| ------------- | ---------------- | --------- |
| 2024年6月28日 | 愛はまるで静電気 | UFDL-1541 |

### 参加作品
- k.o.i. note『水平線でつかまえて（feat. 山﨑夢羽）』（2025年8月13日、配信限定シングル）

## 書籍

### 写真集
- 夢羽（2020年6月25日、ワニブックス、撮影：西田幸樹）ISBN 978-4-8470-8306-8[12][41][42][43]
- 羽化-growing wings-（2022年6月25日、ワニブックス、撮影：西田幸樹）ISBN 978-4-8470-8430-0[16]

## 出演

### テレビ
- メイプル超音楽（2020年4月11日 - 2022年3月19日、CBCテレビ） - 番組内ミニコーナー「ユハえもんのひみつ道具」[3]
- SEVEN COLORS〜girls life memory〜（2024年10月23日 - 、TBSテレビ・Lemino）[22]

### ラジオ
- BEYOOOOONDSのビヨ〜〜〜〜〜ンっと飛び越えナイト!（2020年4月5日 - 2022年3月27日、東海ラジオ[44]） - MC（基本的に毎回出演）

### ラジオドラマ
- FMシアター『クジラの歌を聴かせてあげる』（2023年3月4日、NHK-FM） - 主人公・結城春香 役[45]

### CM
- ピザーラ よくばりクォーター「どれから食べよう篇」「サンサンダンス篇」「お待ちかね篇」「チアダンス篇」「スポットライト篇」「ピザーラ出川篇」「出発篇」（2017年3月 - 2018年6月）[46][47][48][49]

### テレビドラマ
- 八月は夜のバッティングセンターで。 第8話（2021年9月1日、テレビ東京） - 神崎ヒナ 役[14]

### ウェブドラマ
- スカパー! 朝のTwitterドラマ 第9作「待つ」[50]（2019年4月15日 - 20日、スカパー!Twitter公式アカウント） - 主演

### 映画
- あの頃。（2021年2月19日、ファントム・フィルム） - 松浦亜弥 役[13][51]

### ミュージック・ビデオ
- moxymill「Living Free」（2025年1月26日、配信限定シングル）[52] - カメオ出演[53]

### コンサート
- M-line Special 2022 〜My Wish〜（2022年9月19日、広島・NTTクレドホール、昼夜2公演） - ゲスト出演[54] ※開催中止[注 1]
- M-line Special 2023 〜Magical Wish〜（2023年6月25日、東海市芸術劇場 大ホール、昼夜2公演） - ゲスト出演[55]

### 舞台
- 演劇女子部『タイムリピート〜永遠に君を想う〜』（2018年9月28日 - 10月8日、全労済ホール/スペース・ゼロ） - ミカ 役
- 演劇女子部「不思議の国のアリスたち」（2019年4月18日 - 29日、全労済ホール/スペース・ゼロ） - アン 役
- 演劇女子部「遙かなる時空の中で6 外伝 〜黄昏ノ仮面〜」（2019年6月15日、サンシャイン劇場） - 友情出演[56]
- 演劇女子部「リボーン〜13人の魂は神様の夢を見る〜」（2019年11月14日 - 24日、こくみん共済 coop ホール/スペース・ゼロ） - マリー・アントワネット 役
- 演劇女子部「アラビヨーンズナイト」（2020年10月9日 - 18日、こくみん共済 coop ホール/スペース・ゼロ） - シェヘラザード 役
- 演劇女子部「眠れる森のビヨ」（2021年4月16日 - 25日、こくみん共済 coop ホール/スペース・ゼロ） - ノゾミ 役
- 演劇女子部「ビヨサイユ宮殿」（2022年11月11日 - 20日、こくみん共済 coop ホール/スペース・ゼロ） - マリー・アントワネット 役
- 演劇女子部「ビヨスパイ〜消えたアタッシュケース〜」（2023年11月11日 - 19日、こくみん共済 coop ホール/スペース・ゼロ / 11月23日 - 26日、サンケイホールブリーゼ） - Mr.ショウ 役

## 参加ユニット
- BEYOOOOONDS（2018年 - 2024年）
- 雨ノ森 川海（2018年 - 2024年）
- ハロプロ・オールスターズ（2018年 - 2020年）